# William Emanuel Richardson
William Emanuel Richardson (* 3. September 1886 im Berks County, Pennsylvania; † 3. November 1948 in Wyomissing, Pennsylvania) war ein US-amerikanischer Politiker. Zwischen 1933 und 1937 vertrat er den Bundesstaat Pennsylvania im US-Repräsentantenhaus.

## Werdegang
Noch während seiner Kindheit zog der auf einer Farm geborene William Richardson mit seinen Eltern nach Bernville, wo er die öffentlichen Schulen besuchte. Danach studierte er bis 1910 an der Princeton University. Nach einem anschließenden Jurastudium an der Columbia University in New York City und seiner 1913 erfolgten Zulassung als Rechtsanwalt begann er in Reading in diesem Beruf zu arbeiten. Im Jahr 1915 war er in Belgien und Frankreich während des Ersten Weltkrieges bei der Ambulanz. Das war noch kein offizieller Kriegseinsatz, da die Vereinigten Staaten erst im April 1917 in den Krieg eintraten. 1916 war Richardson als Mitglied der Nationalgarde von New York bei einem Grenzkonflikt mit Mexiko an der dortigen Grenze eingesetzt. Zwischen 1917 und 1919 diente er in verschiedenen Einheiten der US Army während des Ersten Weltkrieges. Dabei brachte er es bis zum Oberleutnant. Nach dem Krieg praktizierte er wieder als Anwalt. Gleichzeitig schlug er als Mitglied der Demokratischen Partei eine politische Laufbahn ein.
Bei den Kongresswahlen des Jahres 1932 wurde Richardson im 14. Wahlbezirk von Pennsylvania in das US-Repräsentantenhaus in Washington, D.C. gewählt, wo er am 4. März 1933 die Nachfolge von Norton Lewis Lichtenwalner antrat. Nach einer Wiederwahl konnte er bis zum 3. Januar 1937 zwei Legislaturperioden im Kongress absolvieren. Während dieser Zeit wurden dort die ersten New-Deal-Gesetze der Roosevelt-Regierung verabschiedet. 1935 wurden erstmals die Bestimmungen des 20. Verfassungszusatzes angewendet, wonach die Legislaturperiode des Kongresses jeweils am 3. Januar endet bzw. beginnt. 1936 war Richardson Delegierter auf einer interparlamentarischen Konferenz in Budapest. Im selben Jahr wurde er von seiner Partei nicht mehr zur Wiederwahl nominiert.
Nach dem Ende seiner Zeit im US-Repräsentantenhaus betätigte sich William Richardson wieder als Rechtsanwalt. Er starb am 3. November 1948 in Wyomissing.